# Iliouchine Il-20 (1948)
L'Iliouchine Il-20 (cyrillique: Илью́шин Ил-20) était un prototype d'avion d'attaque au sol soviétique lourdement blindé, destiné à remplacer le Iliouchine Il-10. Cet appareil présentait de nombreuses innovations techniques comme un poste de pilote placé directement derrière l'hélice et des canons (situés dans les ailes) pouvant être ajustés en vol de 0 à -23° pour des missions de strafing. Cependant, étant plus lent que le Il-10 et utilisant un moteur M-47 non fiable, le Il-20 ne dépassa pas le stade de prototype. Les pilotes de tests lui attribuèrent le sobriquet de Gorbach (« le bossu » en russe).

## Développement
Ce concept de Sergueï Iliouchine est basé sur une demande de 1947 de l'armée pour un appareil d'attaque au sol supérieur au Il-10 en termes de puissance de feu et de performances. Celui-ci devait être un monomoteur à ailes basses entièrement métallique, fortement blindé et pourvu du tout nouveau moteur à refroidissement liquide M-47 -connu aussi sous la dénomination MF-45Sh ou M-45Sh- développant près de 3 000 ch au décollage.
La caractéristique notable de ce prototype était la position du cockpit situé directement au-dessus du moteur, rappelant le Blackburn Blackburn et Blackburn Cubaroo. Cette position juste derrière l'hélice quadripale avait pour but de maximiser la vision vers le bas du pilote sur plus de 37°, permettant ainsi lors d'un piqué moyen de voir directement les cibles sous l'avion. 
Comme sur les autres avions d'attaque au sol conçus par Iliouchine, le Il-20 était équipé d'une coque blindée protégeant le pilote et le mitrailleur aussi bien que les organes vitaux tels que le moteur, le réservoir et le système de refroidissement. L'épaisseur de ce blindage allait de 6 à 15 mm pour un poids total de 1 840 kg. Le pilote était en plus protégé par une verrière blindée de 100 mm en frontal et 65 mm sur les côtés.
Une grande variété d'armes et de charges offensives avaient été projetées pour le Il-20.  Une première version de l'appareil avait été étudiée pour pouvoir être armée de 2 canons de 23 mm installés en chasse dans les ailes et deux autres dans le fuselage pointés à 23° vers le bas pour pouvoir mitrailler des cibles au sol en vol horizontal. L'emport normal alors en bombes était de 400 kg mais qui pouvait être augmenté à  700 kg en surcharge ou remplacé par 4 roquettes RS-132. Une autre version devait être armée avec un canon de 45 mm , 2 de  23 mm  et 6 roquettes sous les ailes.  Dans la plupart des versions, le mitrailleur arrière était placé dans une tourelle dorsale séparée du poste de pilote par le réservoir de carburant. L'utilisation d'une tourelle blindée Il-K8 fut envisagée mais aurait alors nécessitée d'allonger le fuselage et de reculer les ailes vers l'arrière pour conserver le centre de gravité de l'appareil.
Le montage oblique des canons sur le fuselage présentèrent trop de difficultés pour ajuster correctement une cible et ne furent donc pas inclus dans le prototype. Le poids ainsi gagné permis d'augmenter l'emport de munitions pour 4 canons Shpital'nyy Sh-3 de 23 mm dans les ailes avec 900 obus par arme. Une autre innovation était que ces canons pouvait être ajustés en vol par le pilote pour pointer à 23° vers le bas en plus de leur niveau normal. Le mitrailleur arrière était armé d'un canon Sh-3, qui était monté dans une tourelle Il-VU-11 contrôlée à distance, pouvant tourner à 180° et s'élever à 80°. Un lanceur DAG-10 avec un provision de 10 grenades aériennes  AG-2, destinées à décourager les chasseurs ennemis à approcher par en dessous, était aussi disponible pour la défense rapprochée. L'emport maximum en bombes  de 1 190 kg était réparti en 4 mini-soutes dans les ailes pour des petites bombes en alternance avec 2 points d'attache sous les ailes pour des bombes de 500 kg et des rails de lancement pour 4 roquettes RS-132 non guidées. 
Le prototype fut finalisé le 27 novembre 1948 et vola pour la première fois le 4 décembre. La vitesse de pointe du Il-20 était alors de 515 km/h à une altitude de 2 800 m, soit 36 km/h plus lent que le Il-10 dans les mêmes conditions. La faible performance en termes de vitesse de l'appareil peut s'expliquer du fait de la traînée et du surpoids généré par le fuselage à section plus large inhérent à la position du pilote sur le moteur. Le nouveau moteur M-47 quant à lui présenta de nombreuses défaillances causées par des problèmes de vibrations.
En plus des problèmes de fiabilité, la VVS émit de fortes critiques sur la conception de l'appareil, et plus précisément sur la position du poste de pilotage, rendant l'accès au moteur et à l'armement  pour la maintenance usuelle difficile et sur le risque encouru par le pilote en cas d'abandon de la machine en vol de se faire happer par l'hélice ou le fait qu'en cas d'atterrissage forcé train rentré, les pales pliées pouvaient pénétrer la verrière….
Toutes ces remarques et avec l'arrivée des premiers avions à réaction ont conduit à l'abandon du projet Il-20, le 14 mai 1949.
À noter que la dénomination Il-20 fut réutilisée 20 ans plus tard par Iliouchine pour la version militaire de son avion de transport Il-18.